# Jessica Hawkins
Jessica Hawkins (Headley, 16 februari 1995) is een Brits autocoureur die actief is in de W Series. Vanaf 2021 is ze verbonden aan het Formule 1 team van Aston Martin. Hawkins rijdt ook als stuntcoureur in de James Bond film No Time to Die.

## Carrière
Hawkins begon haar autosportcarrière in het karting in 2005, waar zij tot 2012 actief bleef. Gedurende deze periode behaalde zij podiumplaatsen en titels in diverse regionale en landelijke kampioenschappen. In 2014 maakte zij de overstap naar het formuleracing, waarin zij debuteerde in de Britse Formule Ford. Voor het team MBM Motorsport reed zij als gastcoureur tijdens het raceweekend op Silverstone en werd tweemaal tiende en eenmaal elfde in de races. In 2015 maakte zij haar Formule 4-debuut in de nieuwe MSA Formula bij Falcon Motorsport, waarin zij van het vierde evenement op Oulton Park tot het achtste evenement op de Rockingham Motor Speedway reed. Gedurende deze periode waren twee elfde plaatsen op het Snetterton Motor Racing Circuit en op Rockingham haar beste resultaten, waardoor zij met 13 punten op plaats 23 in het kampioenschap eindigde. Aan het eind van het jaar maakte zij haar debuut in de MRF Challenge op het Bahrain International Circuit, maar tijdens dit weekend kwam zij niet verder dan twee vijftiende plaatsen in de races.
In 2016 maakte Hawkins de overstap naar de Britse Volkswagen Racing Cup tijdens het laatste raceweekend op Brands Hatch, waarin zij twee top 10-noteringen behaalde en zo op plaats 22 in het klassement eindigde met 54 punten. In 2017 maakte zij de overstap naar de Britse Mini Challenge, waarin zij voor Excelr8 Motorsport in de Cooper Pro-klasse reed. Zij won twee races op Snetterton, twee races op Silverstone en een race op Rockingham en stond in acht andere races op het podium. Met 727 punten eindigde zij achter Matt Hammond als tweede in de klasse. In 2018 reed zij opnieuw twee races in de Volkswagen Racing Cup op Snetterton en werd vierde in de eerste race, terwijl zij in de tweede race de finish niet haalde. Met 36 punten eindigde zij op plaats 25 in het klassement. Het grootste deel van het jaar reed zij als stuntcoureur bij Fast & Furious Live.
In 2019 werd Hawkins geselecteerd als een van de achttien coureurs in het eerste seizoen van de W Series, een kampioenschap waar enkel vrouwen aan deelnemen.